# Bahnstrecke Tønder–Tinglev
| Bahnhof Tønder |                                       |                                          |                                          |
| Lage der Bahnstrecke |                                       |                                          |                                          |
| Streckennummer: | DSB-Banenummer (alt): 49              |                                          |                                          |
| Streckenlänge: | 26,7 km                               |                                          |                                          |
| Spurweite: | 1435 mm (Normalspur)                  |                                          |                                          |
| Streckengeschwindigkeit: | bei Eröffnung: 75 km/h später 40 km/h |                                          |                                          |
| |                                       |                                          |                                          |
| \| \| \| von Sønderborg \| \| \| \| \| von Padborg \| \| \| \| 26 \| Tinglev (dt.: Tingleff) \| Tinglev (dt.: Tingleff) \| \| \| \| nach Fredericia \| \| \| \| 22 \| Terkelsbøl (dt.: Terkelsbüll) \| Terkelsbøl (dt.: Terkelsbüll) \| \| \| 15 \| Bylderup Bov (dt.: Bülderup-Bau) \| Bylderup Bov (dt.: Bülderup-Bau) \| \| \| 7 \| Jejsing (dt.: Jeising-Hostrup) \| bis 1969 \| \| \| 4 \| Rørkær (dt.: Rohrkarr) \| bis 1963 \| \| \| \| Tønder Øst (früher Tønder Nord) \| \| \| \| \| Bahnstrecke Bramming–Tønder von Bramming \| \| \| \| \| von Højer Sluse \| bis 31. März 1962 \| \| \| 0 \| Tønder (dt.: Tondern) \| Tønder (dt.: Tondern) \| \| \| \| nach Niebüll \| \| |                                       |                                          |                                          |
| Strecke |                                       | von Sønderborg                           | von Sønderborg                           |
| Abzweig geradeaus und von links |                                       | von Padborg                              | von Padborg                              |
| Bahnhof | 26                                    | Tinglev (dt.: Tingleff)                  | Tinglev (dt.: Tingleff)                  |
| Abzweig ehemals geradeaus und nach rechts |                                       | nach Fredericia                          | nach Fredericia                          |
| Haltepunkt / Haltestelle (Strecke außer Betrieb) | 22                                    | Terkelsbøl (dt.: Terkelsbüll)            | Terkelsbøl (dt.: Terkelsbüll)            |
| Bahnhof (Strecke außer Betrieb) | 15                                    | Bylderup Bov (dt.: Bülderup-Bau)         | Bylderup Bov (dt.: Bülderup-Bau)         |
| Haltepunkt / Haltestelle (Strecke außer Betrieb) | 7                                     | Jejsing (dt.: Jeising-Hostrup)           | bis 1969                                 |
| Haltepunkt / Haltestelle (Strecke außer Betrieb) | 4                                     | Rørkær (dt.: Rohrkarr)                   | bis 1963                                 |
| Bahnhof (Strecke außer Betrieb) |                                       | Tønder Øst (früher Tønder Nord)          | Tønder Øst (früher Tønder Nord)          |
| Abzweig ehemals geradeaus und von rechts |                                       | Bahnstrecke Bramming–Tønder von Bramming | Bahnstrecke Bramming–Tønder von Bramming |
| Abzweig geradeaus und ehemals von rechts |                                       | von Højer Sluse                          | bis 31. März 1962                        |
| Bahnhof | 0                                     | Tønder (dt.: Tondern)                    | Tønder (dt.: Tondern)                    |
| Strecke |                                       | nach Niebüll                             | nach Niebüll                             |

Die Bahnstrecke Tønder–Tinglev war ein Teil der Südjütischen Querbahn, die von Sønderborg nach Højer führte.

## Geschichte
Der Streckenabschnitt von Tondern (dänisch Tønder) nach Tingleff (dänisch Tinglev) wurde während der Zugehörigkeit von Nordschleswig zum Deutschen Reich von der Preußischen Staatsbahn gebaut und ging am 26. Juni 1867 in Betrieb. Tondern erhielt damit seinen ersten Bahnanschluss 1867 mit der Eröffnung der Strecke, die damals am späteren Tonderner Ostbahnhof endete. 1888 erfolgte die Verlängerung von Tondern Ost zum neuen Marschbahnhof Tondern.

## Übernahme durch die Dänischen Staatsbahnen
Die eingleisige Bahnstrecke wurde 1920 von den DSB übernommen. Der Personenverkehr wurde am 23. Mai 1971 eingestellt, er hatte zumeist nur lokale Bedeutung. Zwischen 1948 und 1966 bestand eine direkte Triebwagenverbindung zwischen Sønderborg und Tønder. Güterverkehr fand bis 2001 statt. Theoretisch war der Abschnitt von Tønder bis Tønder Øst noch bis 2011 befahrbar. Östlich des Stationsgebäudes in Tønder Øst war die Strecke gesperrt. Mit Abschluss der Gleiserneuerung im Bahnhof Tønder und der Strecke Richtung Bramming/Esbjerg wurde Ende 2011 die Weiche Richtung Tinglev ausgebaut.
Mehrere Versuche, die Bahn wieder zu beleben, sei es im Museumsbetrieb durch die Tinglev–Tønder Veteran Jernbane oder, wie von politischer Seite gefordert, als Ringbahnbetrieb über die Strecken Tønder–Tinglev–Padborg–Flensburg–Niebüll–Tønder, scheiterten bisher. Die Kosten einer Totalsanierung, um die Strecke mit Diesellokomotiven der Baureihe ME und Geschwindigkeiten von 120 bis 140 km/h befahren zu können, werden auf 70 Millionen Kronen geschätzt.
Am 31. März 2017 wurde eine Anhörung begonnen, mit der das dänische Verkehrsministerium Banedanmark beauftragt hat. Diese Anhörung dauerte bis zum 27. April 2017. Nachdem die Strecke seit 2002 nicht mehr unterhalten wird, ist ihr Zustand sehr schlecht. Sie besitzt an beiden Endbahnhöfen keine Anbindung mehr an das übrige dänische Schienennetz. Ein Teil der Gleise ist über 100 Jahre alt. Bei verschiedenen Baumaßnahmen, vor allem an Bahnübergängen, wurden bereits die Schienen entfernt, um einen durchgehenden Straßenbelag zu ermöglichen.
Ziel der Anhörung war es, eine Entscheidung über die endgültige Stilllegung zu fassen. Die Anhörungsfrist wurde bis zum 26. Mai 2017 verlängert. Ein Ergebnis dieser Anhörung wurde nicht veröffentlicht.

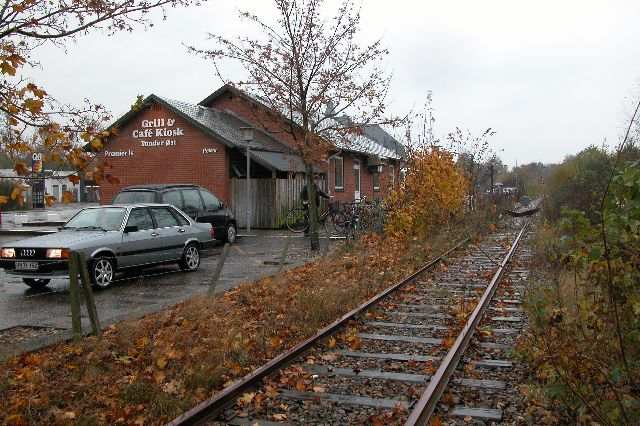
Gleisende in Tønder Øst
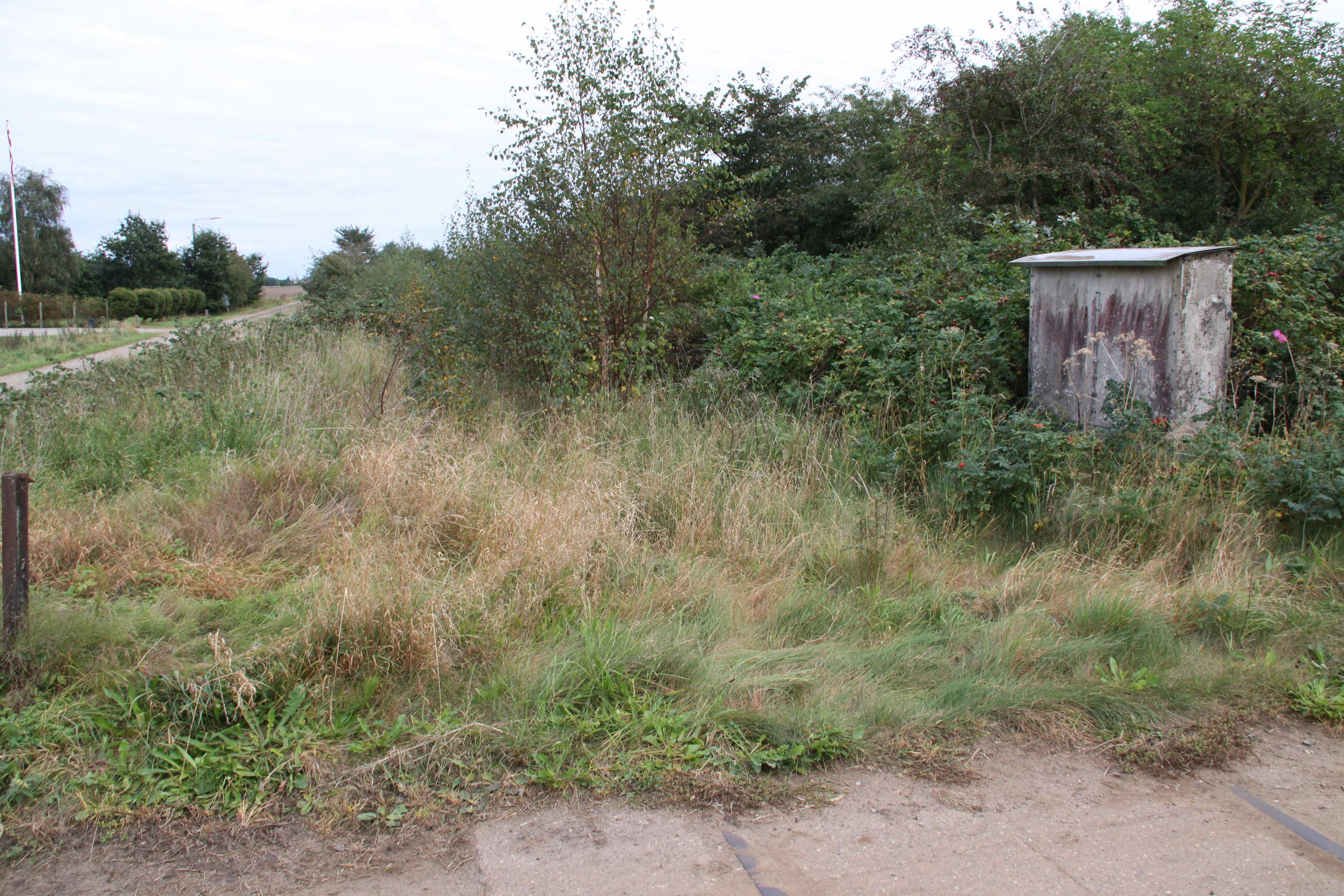
Strecke beim Bahnhof Rørkær
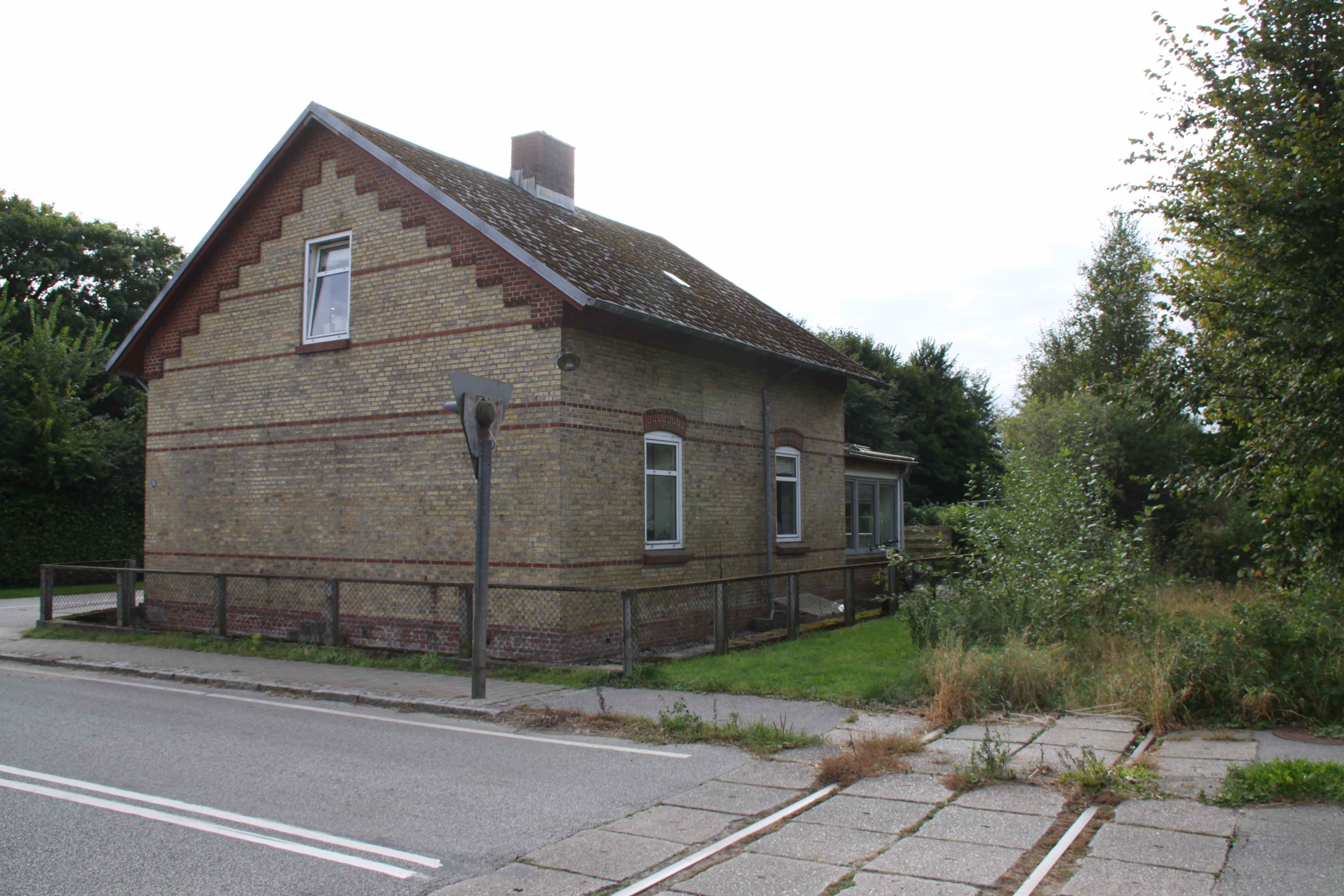
Bahnhof Jejsing
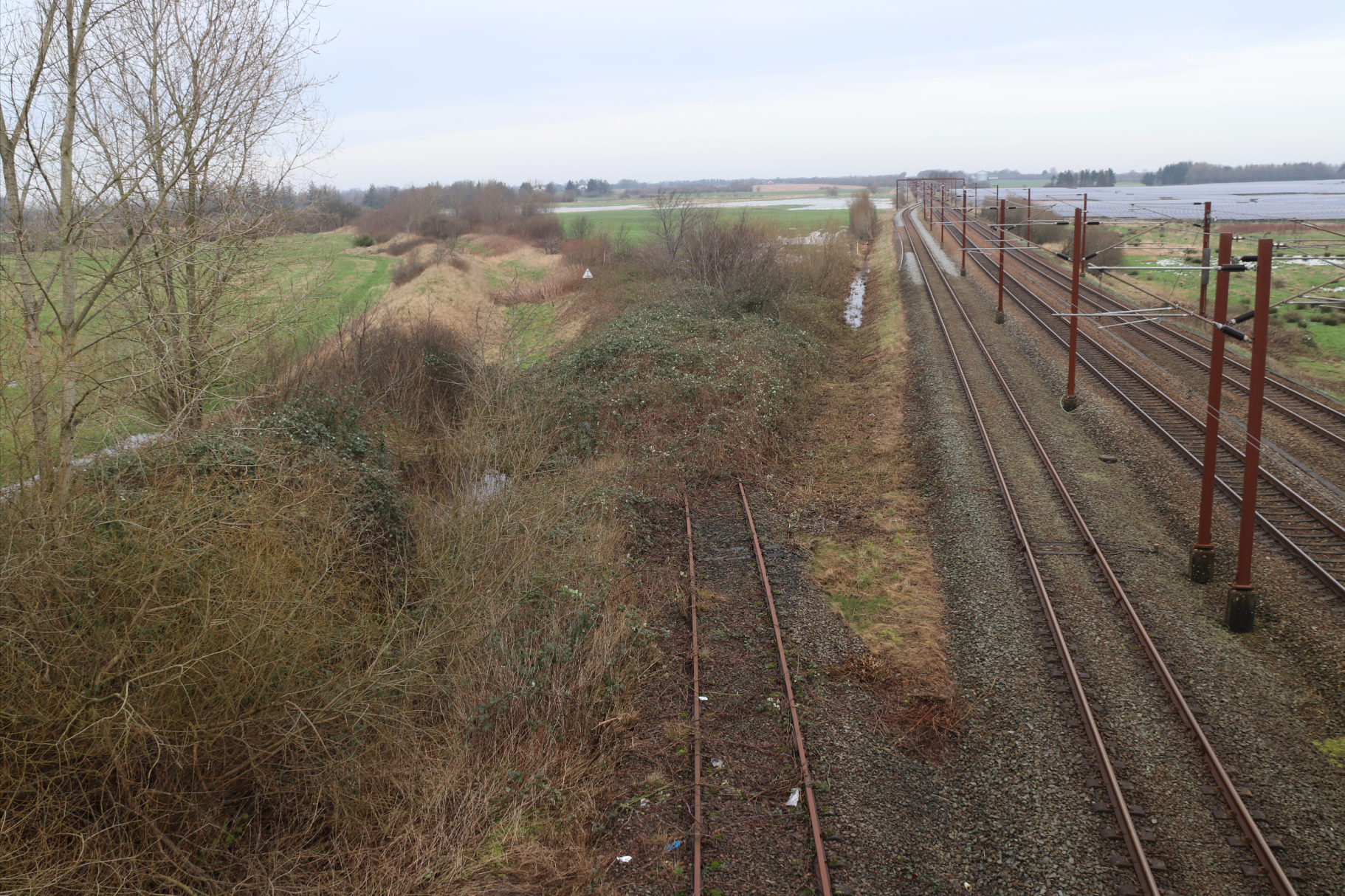
Bahnhof Tinglev, links Abzweigung nach Tønder